# الناس الغلابة (فلم)
الناس الغلابة  فيلم دراما، كوميدي، جريمة مصري للمخرج محمود فريد عام 1986 عن قصة وسيناريو وحوار رؤوف حلمي. الفيلم من بطولة سعيد صالح، إيمان، حاتم ذو الفقار، روعة الكاتب، صلاح نظمي، ومظهر أبو النجا  وتدور أحداثه حول الشاب الفقير صابر ومحاولاته استعادة ميراثه من عمه الثري المسن، ووقوعه ضحية مؤامرة من مساعد عمه وزوجة العم للتخلص من الثري المسن والصاق التهمة بصابر.
صدر الفيلم إلى دور العرض المصرية في 7 يونيو 1986.
منح موقع قاعدة بيانات الأفلام العربية "السينما.كوم" الفيلم درجة 6.6/ 10.

## طاقم التمثيل
سعيد صالح: في دور صابر سعد البدراوي
إيمان سركيس: في دور زيزي (زوجة سالم البدراوي)
حاتم ذو الفقار: في دور عزيز (مساعد سالم البدراوي وعشيق زوجته زيزي)
روعة الكاتب: في دور وردة (شقيقة سيد وحبيبة صابر)
صلاح نظمي: في دور سالم البدراوي (عم صابر وزوج زيزي)
مظهر أبو النجا: في دور سيد (صديق صابر وشقيق وردة)
علي الشريف: في دور المعلم دعبس (القاتل المأجور)
عفاف رشاد: في دور ماجدة صبحي (سكرتيرة سالم البدراوي)
أمل إبراهيم: في دور شربات (صاحبة البيت وحبيبة سيد)
حمدي سالم: في دور وصفي (رئيس أمن شركة البدراوي)
إيناس شلبي: في دور دلال دعبس (ابنة القاتل المأجور دعبس)
كمال أبو رية: في دور مصطفى عزت
ضياء الميرغني: في دور عاطف الريجيسير
نصر سيف: في دور مسجون
أديب الطرابلسي: في دور سطاولو
سمير رستم: في دور ضابط الشرطة
فكري المغربي: في دور المخرج
محمد أبو حشيش: في دور شاويش في السجن
حلمي عبد الوهاب: في دور ملقاط (مسجون)
سيد مصطفى: في دور سكرتير النيابة
إبراهيم الطوخي: في دور رجل أمن شركة البدراوي
الطوخي توفيق: في دور الطوخي توفيق
بدرية عبد الجواد: في دور كومبارس
حسني شريف: في دور المطرب
عبد الحميد أنيس: في دور ضابط مباحث الأموال العامة
علي الشريف الصغير: في دور مسجون
حسين عرعر: في دور مسجون
أحمد العضل: في دور رجل من أهل الحارة
لويس يوسف: في دور الميكانيكي
حللي محمد: في دور رجل من أتباع عزيز 

## أحداث الفيلم
يعمل صابر سعد البدراوي (سعيد صالح) كومبارس سينما، ويعاني من ضائقة مالية، فهو لا يسدد إيجار مسكنه بالحي الشعبي، بينما تهدده صاحبة البيت الست شربات (أمل إبراهيم) بالطرد، بينما تقف بجانبه جارته وردة (روعة الكاتب) التي تحب صابر وتدفعه لمطالبة عمه سالم البدراوي (صلاح نظمي) بنصيبه في ميراث أبيه. يذهب صابر بصحبة سيد (مظهر أبوالنجا) صديقه وشقيق وردة لمطالبة عمه ولكن رجال أمن شركة سالم البدراوي بقيادة وصفي (حمدي سالم) مدير الأمن بالاعتداء عليهم بالضرب. يقوم سالم البدراوي باستيراد أغذية لا تصلح للإستهلاك الآدمي، كما يتلاعب في حسابات الشركة للتهرب من الضرائب، ويساعده عزيز (حاتم ذو الفقار) الذي كان على علاقة بزيزي (إيمان سركيس) زوجة سالم، ويخططان للتخلص من سالم، بعد أن حول أمواله السائلة الى سبائك ذهبية، ووضعها في خزانة بيته. يتمكن عزيز من عمل نسخة من مفتاح الخزينة، ويسرق ما بها تمهيداً لهروبه مع زيزي لخارج البلاد، بعد التخلص من سالم، وحتى لا يطالب صابر بنصيبه في الميراث، يورطونه في جريمة قتل عمه. تبدأ الخطة بالضغط على السكرتيرة ماجدة صبحي (عفاف رشاد) لإبلاغ صابر برغبة عمه في مقابلته بالفيلا، وقبل وصوله يقوم مدير الأمن وصفي بقتل سالم بتحريض من عزيز، ويبلغون الشرطة. يصل صابر لحجرة عمه، وتلقي الشرطة القبض عليه، وتقف بجواره وردة وشقيقها سيد، وصاحبة البيت شربات الطامعة في الزواج من سيد. يلتقي صابر، في حبسه الإحتياطي، القاتل دعبس (علي الشريف)، الذي يعرض على صابر، أن يعترف بأنه هو الذي قتل عمه سالم، مقابل مبلغ 10 آلاف جنيه، يسلمها الى ابنته دلال (إيناس شلبي) لإنشاء مشروع تنفق من دخله على أشقائها الصغار، وبالفعل يعترف دعبس، ويفرج عن صابر، الذي يتسلم فيلا عمه. يحاول عزيز وزيزى التقرب لصابر، ريثما يتخلصون منه، حتى لا يشاركهم بالميراث، ويبلغه عزيز إن الشركة مفلسة ومديونه، وحتى لا يبلغ صابر النيابه، يسلمه عزيز مبلغ 10 ألاف جنيها، يسلمها بدوره إلى دلال، حسب الإتفاق مع دعبس. يحاول عزيز قتل صابر بقطع خرطوم الباكم لسيارته، ولكن صابر ينجو من موت محقق. يطالب وصفي بحقه ويهدد عزيز، الذي يحاول تهدئة الأمور، ريثما يعد أوراق سفره للخارج، ويعفو صابر عن السكرتيرة ماجدة، مما يدفعها للاعتراف له بكل شيئ، ليصحبها إلى المباحث لتدلي بإعترافاتها، عن جريمة القتل وأنشطة الشركة المشبوهة. يقوم الجميع بمراقبة عزيز وزيزي، حتى لا يهربان للخارج، وعندما يتمكن عزيز من إستخراج أوراق السفر، يجد نفسه محاطاً، بصابر ورفاقه، ووصفي ورجاله، وتدور معركة يطلق فيها عزيز النار على وصفي، ويصل رجال الشرطة، فيعترف وصفي بقتله سالم بتحريض من عزيز، ويتم القبض على الجميع، ويتزوج صابر من ورده، وسيد من شربات.

## وصلات خارجية
- الناس الغلابة على موقع الدهليز
- الناس الغلابة على موقع قاعدة بيانات الأفلام العربية
- الناس الغلابة على موقع قاعدة بيانات الفيلم (الإنجليزية)
- الناس الغلابة على موقع ليتربوكسد (الإنجليزية)
- الناس الغلابة على موقع الدهليز
- الناس الغلابة على موقع كاروهات

https://www.lavanguardia.com/peliculas-series/peliculas/movie-1040973 الناس الغلابة (فلم)